# Hüvelytornác

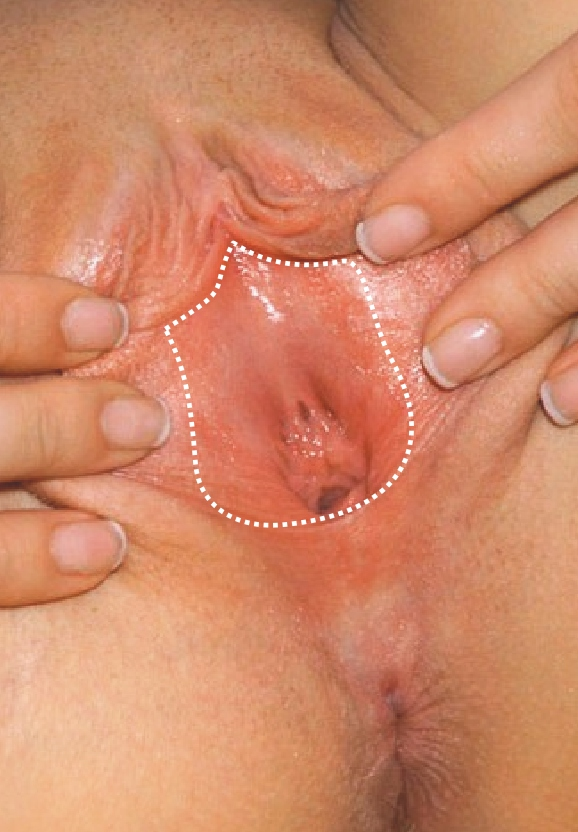
Hüvelytornác

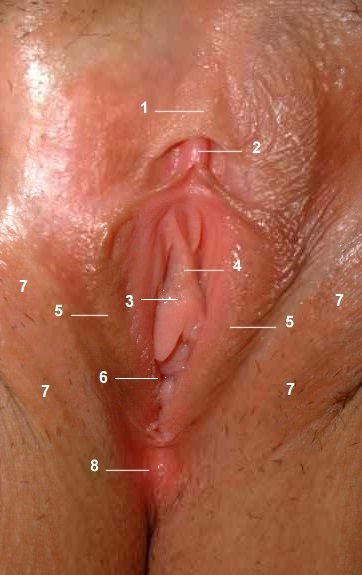
Női nemi szerv
1. a csikló fitymája; 2. a csikló makkja; 3. húgycső nyílása; 4. crista urethralis; 5. kis szeméremajak; 6. hüvelybemenet; 7. (borotvált) nagy szeméremajak; 8. gát

A hüvelytornác (vestibulum vaginae) a női nemi szervek része. A kis szeméremajkak által közrefogott tér – amely zárt combok mellett nem tér, hanem rés. Ide nyílik be a szűzhártya maradványaitól körülvetten a hüvely, továbbá itt található a hüvelybemenet előtt és a csikló mögött a hüvely elülső falán folytatódó nyálkahártyaléc (crista urethralis) tetején a húgycső nyílása. A hüvelytornác a hüvely előtere, vagy tornáca – innen az elnevezés.
Erre a részre nyílnak a Bartholin-mirigyek kivezető csatornái, melyek szexuális izgalom hatására a pénisz hüvelybe való hatoláshoz biztosítják a síkosságot, valamint a női magömlés forrásaként ismert (a G-ponttal összeköttetésben működő) Skene-mirigyek (női prosztata) kivezető csatornái, előbbiek a hüvelybemenet gát felőli, míg a kisebb méretű mirigyekhez tartozó utóbbiak a csikló felőli oldalán találhatóak.

## Lásd még
- Nemi jellegzetességek
- Szexualitás